# Dialectica Iluminismului
Dialectica Iluminismului (titlu original în germană: Dialektik der Aufklärung) este o serie de eseuri filozofice scrise de filozofii germani Max Horkheimer și Theodor W. Adorno cu subtitlul Philosophische Fragmente.

## Teză
Teza principală a cărții este aceea că eșecul Iluminismului stă în „rațiunea instrumentală⁠(de)[traduceți]” a gândirii sale. Prin faptul că Iluminismul a încercat să stăpânească natura, accesul la lume (odinioară mitic) este luminat rațional, „dezvrăjit”. Dar apare un recul: stăpânirea naturii se întoarce iarăși la mit, la pozitivism, o afirmare a ceea ce este, care anulează „individul” într-o lume administrată și „față de puterile economice”. Horkheimer și Adorno reacționează astfel la faptul că masele educate tehnologic sunt gata, într-un mod bizar, să se supună despotismului ideologiilor totalitare. Ei au catalogat acest comportament drept „prăbușire a civilizației umane” și scufundare într-un „nou gen de barbarie”.

## Definiția Iluminismului
Horkheimer și Adorno au recapitulat în prima jumătate a secolului al XX-lea că sub semnul Iluminismului omenirii nu i-a reușit să intre într-o stare „cu adevărat umană”.
„Din toate timpurile, Iluminismul a urmărit în cel mai larg sens al gândirii progresiste ca să elibereze oamenii de frică și să îi utilizeze ca stăpâni. Programul Iluminismului a fost dezvrăjirea lumii. Ea urma să elimine miturile și să doboare imaginația prin cunoaștere.”
Autorii au pus întrebarea, cum de credința în raționalitate sub forma unei rațiuni instrumentale a putut orbi subiecții gândirii.

## Rațiune instrumentală
După Horkheimer și Adorno abstractizarea este unealta prin care logica este „divorțată” de masa lucrurilor. Ceea ce este variat este supus la modul cantitativ unei mărimi abstracte și uniformizat, pentru a fi mai ușor de instrumentalizat. Ceea ce este denumit prin simbol se formalizează. Prin formulă devine previzibil și astfel este supus utilității, devine disponibil și manipulabil. Această schemă devine sistemul prin care se explică lumea. Tot ceea ce se sustrage gândirii instrumentale este suspectat a fi mistic și cu caracter de superstiție. Pozitivismul modern îl exilează în sfera neobiectivului, a aparenței.
Dar această logică este a subiectului, care stă sub semnul stăpânirii, a stăpânirii naturii, și are efecte directe asupra lucrurilor. Această stăpânire îi este prezentată individului ca rațiune, care organizează perspectiva obiectivă asupra lumii.
Când această uniformizare a gândirii se aplică asupra oamenilor, subiecții sociali devin un colectiv care poate fi manipulat. Stăpânirea științifică a lumii se întoarce împotriva subiecților care gândesc și, în cadrul industriei, a planificării, a diviziunii muncii, a economiei, oamenii sunt reificați, devin simple obiecte. Prin stăpânirea generalului, nu numai că subiecții sunt înstrăinați de obiecte, ci oamenii înșiși sunt reificați. Generalul le apare ca stăpânire totalitară. Progresul devine distructiv. În loc de eliberare din constrângerile naturii, sunt promovate adaptarea la tehnologie și dictatura pieței. În locul omului capabil de autodeterminare în sensul lui Kant apare interesul politic și economic de a manipula conștiința oamenilor. Astfel, în fond, Iluminismul devine o înșelătorie în masă.

## Traduceri în română
- Dialectica Luminilor, traducere de Andrei Corbea, Polirom, Iași, 2012.